# 7 Pułk Ułanów (powstanie listopadowe)

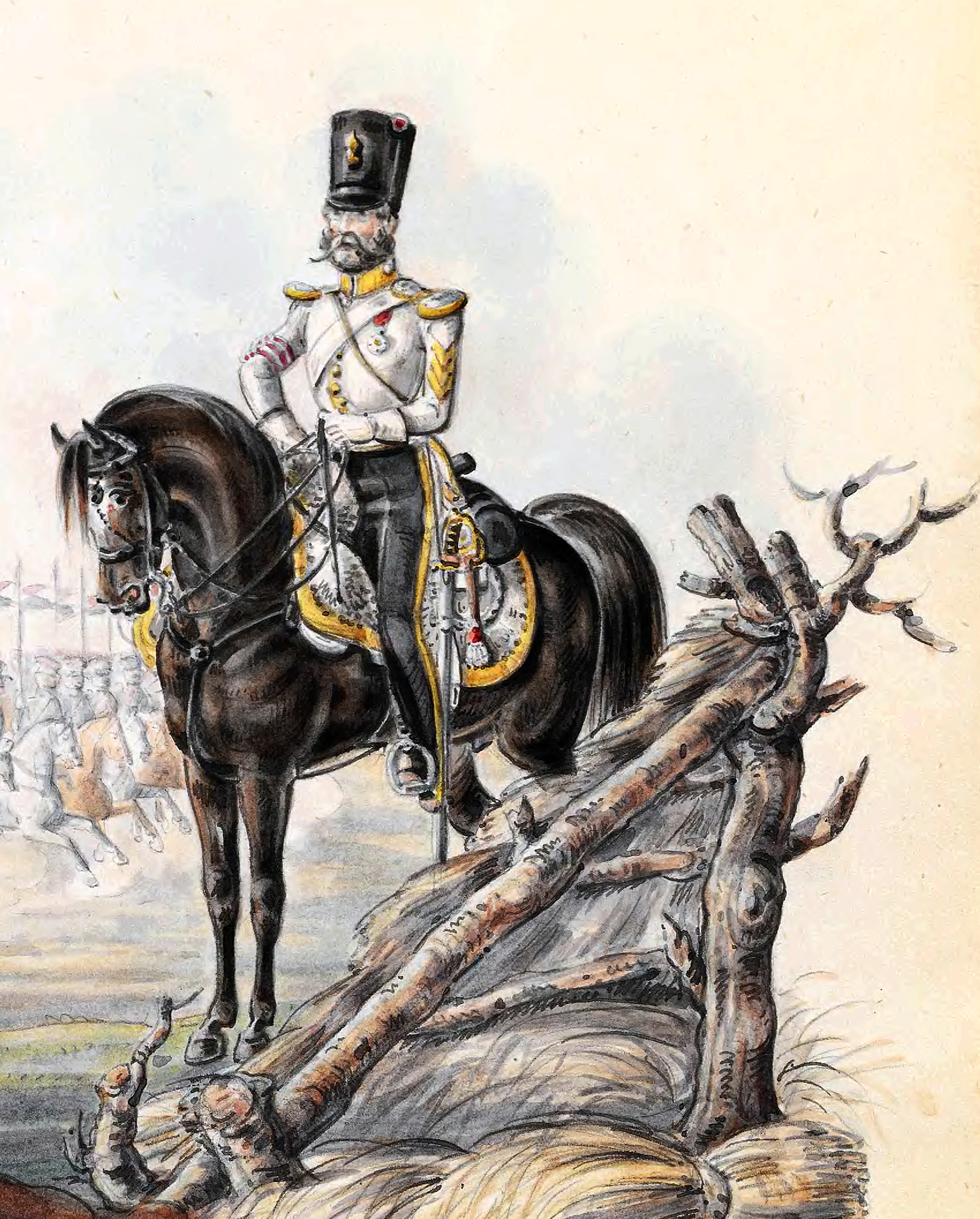
Oficer 7 pułku ułanów (obraz autorstwa Romana Rupniewskiego)

7 Pułk Ułanów – pułk jazdy polskiej okresu zaborów.
Sformowany z ochotników w styczniu 1831 jako 2 pułk Jazdy Augustowskiej. W kwietniu 1831 w okolicach Łowicza przemianowany na 7 pułk ułanów. 1 lipca w skład pułku weszła Legia Litewsko-Wołyńska Konna.

## Żołnierze pułku
Dowódcy pułku:
- płk Aleksander Oborski (od 8 stycznia 1831),
- mjr Jerzy Bułharyn,
- mjr Mikołaj Korwin Kamieński (od 19 sierpnia; 5 września awansowany na pułkownika).

## Walki pułku
Pułk brał udział w walkach w czasie powstania listopadowego.
Bitwy i potyczki:
- Ostrołęka (25 lutego 1831),
- Nur (16 i 22 maja),
- Łysobyki (19 czerwca),
- Drobin (9 lipca),
- Bodzianów (11 lipca),
- Raciąż (23 lipca).

Pułk otrzymał 1 Krzyż Kawalerski, 8 złotych i 6 srebrnych.